# Малая Кочерма
Ма́лая Кочерма́ — село в Куйтунском районе Иркутской области России. Входит в Алкинское муниципальное образование. 

## География
Находится на правом берегу реки Алки (левый приток Оки), к северо-западу — в 22 км от районного центра, пгт Куйтун, и в 6 км от центра сельского поселения, села Алкин.

## Население
| 2002 | 2010 | 2011 | 2012 |
| ---- | ---- | ---- | ---- |
| 186  | ↘138 | ↘137 | ↘133 |

По данным Всероссийской переписи, в 2010 году в селе проживало 138 человек (66 мужчин и 72 женщины).

## Топонимика
Название Кочерма, возможно, происходит от эвенкийского кочо — извилистое русло, речная губа.